# Hněvice
Hněvice jsou vesnice u Labe, administrativně patřící od roku 1981 pod město Štětí.

## Historie

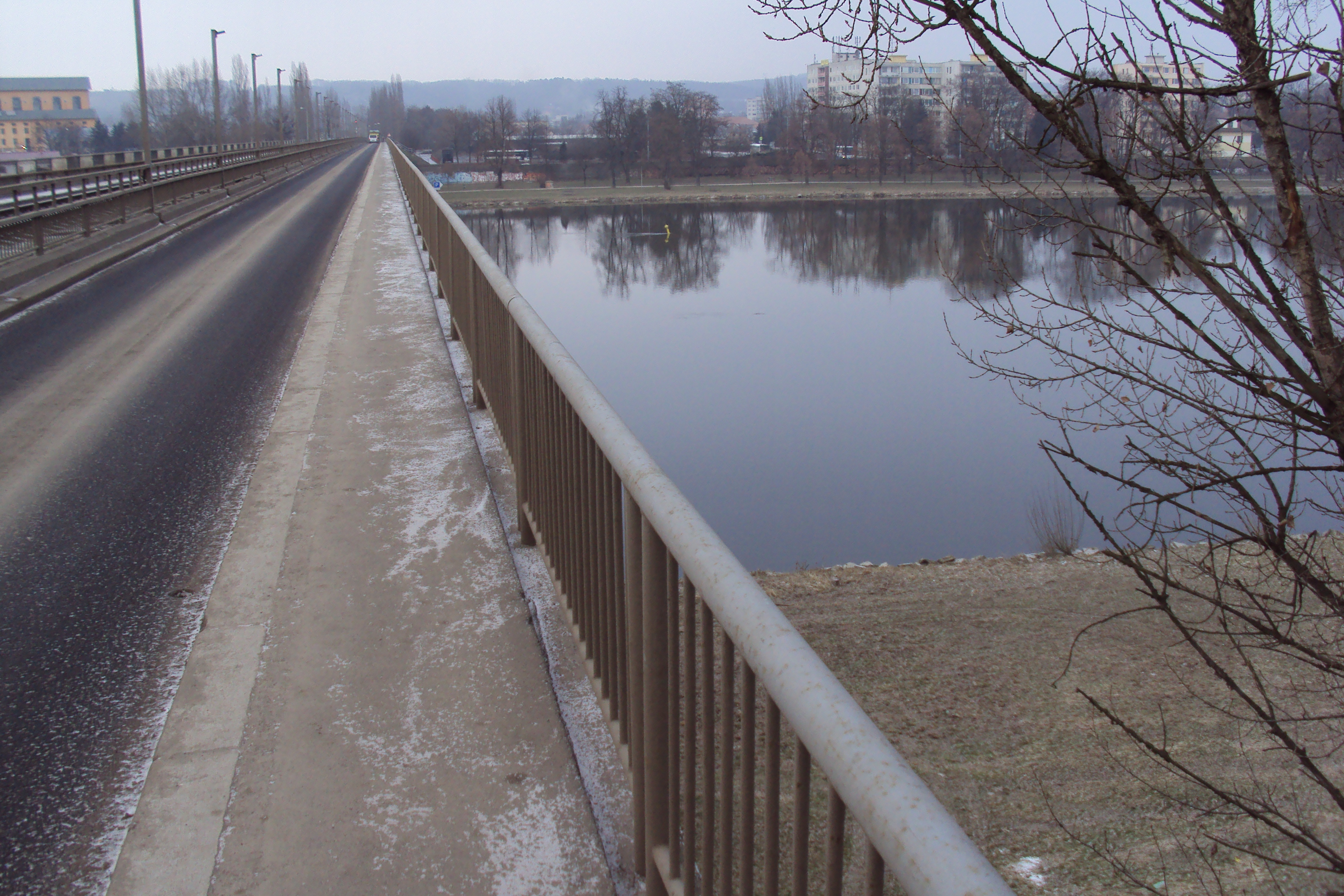
Most přes Labe z Hněvic do Štětí

Nejstarší písemná zmínka pochází z roku 1295. Hněvice jsou původně zemědělská vesnice patřící církevní správou od středověku pod Štětí, jako jediná na levém břehu Labe. V dobách Rakouska-Uherska na rozdíl od Štětí a ostatních obcí na druhém břehu Labe zůstaly české. Administrativně byly v letech 1869 a 1910 v okresu Roudnice, v letech 1921 až 1950 v okresu Roudnice nad Labem, v letech 1961 až 1980 byly částí obce Račice a okresu Litoměřice, od 1. ledna 1981 se staly částí města Štětí v okresu Litoměřice.
Od Štětí obec odděluje řeka Labe a spojuje most pro pěší i automobilovou dopravu. Středem mostu vede i jednokolejná železniční trať (vlečka do papírny). Jako nejníže položená vesnice patřící pod Štětí byla kompletně zdevastována a zaplavena řekou v roce 2002, částečně pak i v letech 2006 a 2013.
V roce 1869 k vesnici patřil Předonín.

## Obyvatelstvo
|           | 1869 | 1880 | 1890 | 1900 | 1910 | 1921 | 1930 | 1950 | 1961 | 1970 | 1980 | 1991 | 2001 | 2011 |
| --------- | ---- | ---- | ---- | ---- | ---- | ---- | ---- | ---- | ---- | ---- | ---- | ---- | ---- | ---- |
| Obyvatelé | 170  | 196  | 227  | 221  | 196  | 202  | 192  | 172  | 180  | 174  | 169  | 152  | 136  | 218  |
| Domy      | 29   | 35   | 36   | 37   | 39   | 39   | 45   | 49   | 42   | 43   | 39   | 44   | 49   | 51   |

## Průmysl
Za německé okupace na počátku druhé světové války byl v hněvickém katastru vybudován závod na skladování syntetického benzinu. Ke konci druhé světové války provedla angloamerická letadla na sklad dva nálety. Nyní se zde nachází areál a velkosklad Čepro.

## Doprava
Kolem Hněvic vede páteřní železniční trať Praha–Děčín, na níž se severně od vesnice nachází stanice Hněvice. Tento název není původní, stanice vznikla jako nádraží Štětí, avšak v rámci výstavby tratě Lysá nad Labem – Ústí nad Labem na štětském břehu Labe bylo založeno nové nádraží Štětí a levobřežní stanice byla přejmenována. Nadále však funguje pro obsluhu města – po mostě přes Labe je zhruba stejně daleko od centra Štětí jako stanice na pravobřežní trati. Proto zde zastavují i rychlíky.
Stanice je zahrnuta do pražského systému Esko v rámci zastávkových vlaků jako linka S4 (úsek Praha – Vraňany – Hněvice) a navazující linka do ústeckého systému RegioTakt Ústecký kraj U4 (úsek Hněvice – Ústí nad Labem). Do systému Esko je též zahrnuta rychlíková linka R20 (úsek Praha hlavní nádraží – Kralupy nad Vltavou – Hněvice – Roudnice nad Labem), která je objednávaná ministerstvem dopravy. V rámci těchto systémů, autobusových spojů a velkého města v její blízkosti, pod které patří, zde zastavují vybrané rychlíky, čímž podstatně zlepšuje dostupnost dopravy místního regionu do Prahy. Je přestupní stanicí pro časté osobní vlaky, jak dále do Ústeckého kraje, tak směrem na Prahu. Také se zde (severně od osobní stanice, již na území Račic) nachází seřazovací nádraží, vystavěné zejména kvůli papírnám na druhém břehu Labe, kam odtud vede vlečka po společném mostě se silnicí. Od roku 2017 jsou veškeré spoje, tedy jak železniční, tak i navazující autobusové, zapojeny do Pražské integrované dopravy (PID) ve směru do Středočeského kraje na Mělník a Prahu, ve směru do Ústeckého kraje na Štětí a Roudnici nad Labem.

### Problém s parkováním
Stanice je během dne velmi vytížena auty, které blokovaly výjezdy autobusů. Původní parkoviště je pro nynější potřeby nedostatečné a většinou přeplněné. V roce 2011 byly vykoupeny blízké neudržované pozemky, které nejprve musely být vyňaty ze zemědělského půdního fondu, na kterých během podzimu roku 2017 proběhla výstavba parkoviště s 99 parkovacími místy , které bylo zprovozněno pro veřejnost v březnu 2018. Vynětí z půdního fondu zdrželo termín realizace stavby o několik let. Dle dostupných informací by mělo nádraží sloužit v budoucnu jako přestupní terminál ve stylu P+R.